# Hygrohypnella bestii
Hygrohypnella bestii là một loài rêu trong họ Scorpidiaceae. Loài này được Ignatov & Ignatova mô tả khoa học đầu tiên năm 2006.